# Граббе, Николай Павлович
Граф Никола́й Па́влович Гра́ббе (1832—1896) — русский генерал-лейтенант, участник Кавказской войны.

## Биография
Сын генерал-адъютанта Павла Xристофоровича Граббе, родился в 1832 году и в 1850 году был выпущен из Пажеского корпуса в Кавалергардский полк; в 1858 году перешёл на Кавказ подполковником, с назначением состоять при князе А. И. Барятинском. Посланный к государю с донесением о взятии Гуниба (1859), был произведён в полковники, пожалован флигель-адъютантом и переведён обратно в Кавалергардский полк. Но через несколько месяцев Граббе снова вернулся на Кавказ, в Крымский пехотный полк, а в 1860 году был назначен командиром Нижегородского драгунского полка. В первой же экспедиции с частью своего полка в долину р. Хабль, запальчивый Граббе едва не погиб, очутившись в самой середине шашечной схватки с шапсугами, которых он искусно навёл со своими драгунами на пластунскую засаду. Когда на другой день шапсуги явились с выкупом за телами убитых сородичей, Граббе отдал их без выкупа, сказав: «Вы славно дрались, а русские привыкли уважать храбрость и в своих врагах».
В январе 1861 года Николай Павлович Граббе снова участвовал со своими драгунами в экспедиции в долину р. Шабжа и при отходе отряда назад снова навёл шапсугов на засаду и снова принял личное участие в рукопашной схватке. Награждённый за эти дела орденом св. Станислава 2-й степени с мечами и золотой саблей с надписью «За храбрость», Граббе в 1863 году был назначен начальником Пшехского отряда, с которым и очистил от непокорных горцев нагорную полосу между реками Пшехом и Белой для заселения её казаками. При этом ему пришлось дважды перевести войска через горный хребет на высоте 11 000 футов (~ 3 350 м), среди глубоких снегов и только с тем продовольствием, которое могло поместиться на плечах солдата. Движение это, одно из самых смелых и трудных, благодаря распорядительности Граббе, совершено было блестяще, без обмороженных, больных и отсталых. Награждённый за него чином генерал-майора, Граббе был назначен затем начальником Мало-Лабинского отряда, с которым в 3-й раз перевалил хребет в верховьях Зеленчуков, где не всегда ходили даже пешие горцы. Награждённый за этот поход золотой саблей с алмазами и надписью «За троекратный переход через Кавказский хребет», Граббе был зачислен в свиту Его Императорского Величества и в том же 1864 году назначен командиром Лейб-гвардии Конного полка, которым командовал до 1869 года. 28 октября 1866 года стал графом вслед за своим отцом П. Х. Граббе, возведённым в графское достоинство.
В 1876 году был произведён в генерал-лейтенанты и назначен состоять в распоряжении командующего войсками Харьковского военного округа и в том же году зачислен в запас.
Николай Павлович Граббе умер в 1896 году.

## Семья

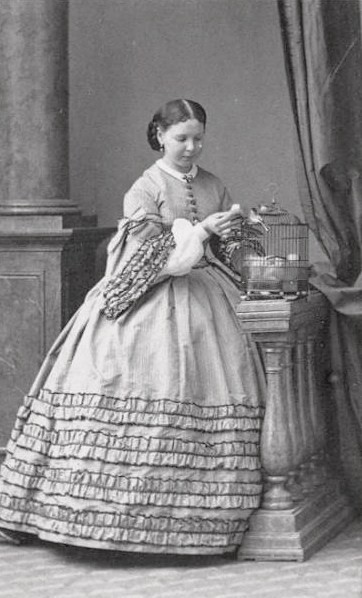
Александра Фёдоровна

Николай Павлович Граббе был женат на графине Александре Фёдоровне Орловой-Денисовой (24.02.1837—1892), крестнице императора Николая I и великой княжны Марии Николаевны, фрейлине двора (23.03.1858), дочери Фёдора Васильевича Орлова-Денисова и Елисаветы Алексеевны Никитиной (1817—1898).
Свадьба их состоялась перед окончательным переселением графа Граббе в Петербург, и, как писал В. А. Инсарский, «когда это переселение окончательно совершилось, в итальянской опере можно было любоваться молодой четой красивого генерала, с молодецким и симпатичным видом, и столь же симпатичной особы женского пола, очевидно только что облекшейся в дамские наряды». Этот брак не был счастливым. Николай Павлович промотал не только свое состояние, но и приданое жены.
Их дети: Александр (командир Собственного Его Величества конвоя) и Михаил (наказной атаман Донского казачьего войска), Николай (1863—1913) (адъютант великого князя Михаила Михайловича, Почетный член Московского Совета детских приютов), Мария (1869—1948), в замужестве за герцогом Н. Н. Лейхтенбергским.

## Источник
- Граббе, Николай Павлович, граф // Военная энциклопедия : [в 18 т.] / под ред. В. Ф. Новицкого … [и др.]. — СПб. ; [М.] : Тип. т-ва И. Д. Сытина, 1911—1915.